# Fabio Sabatini

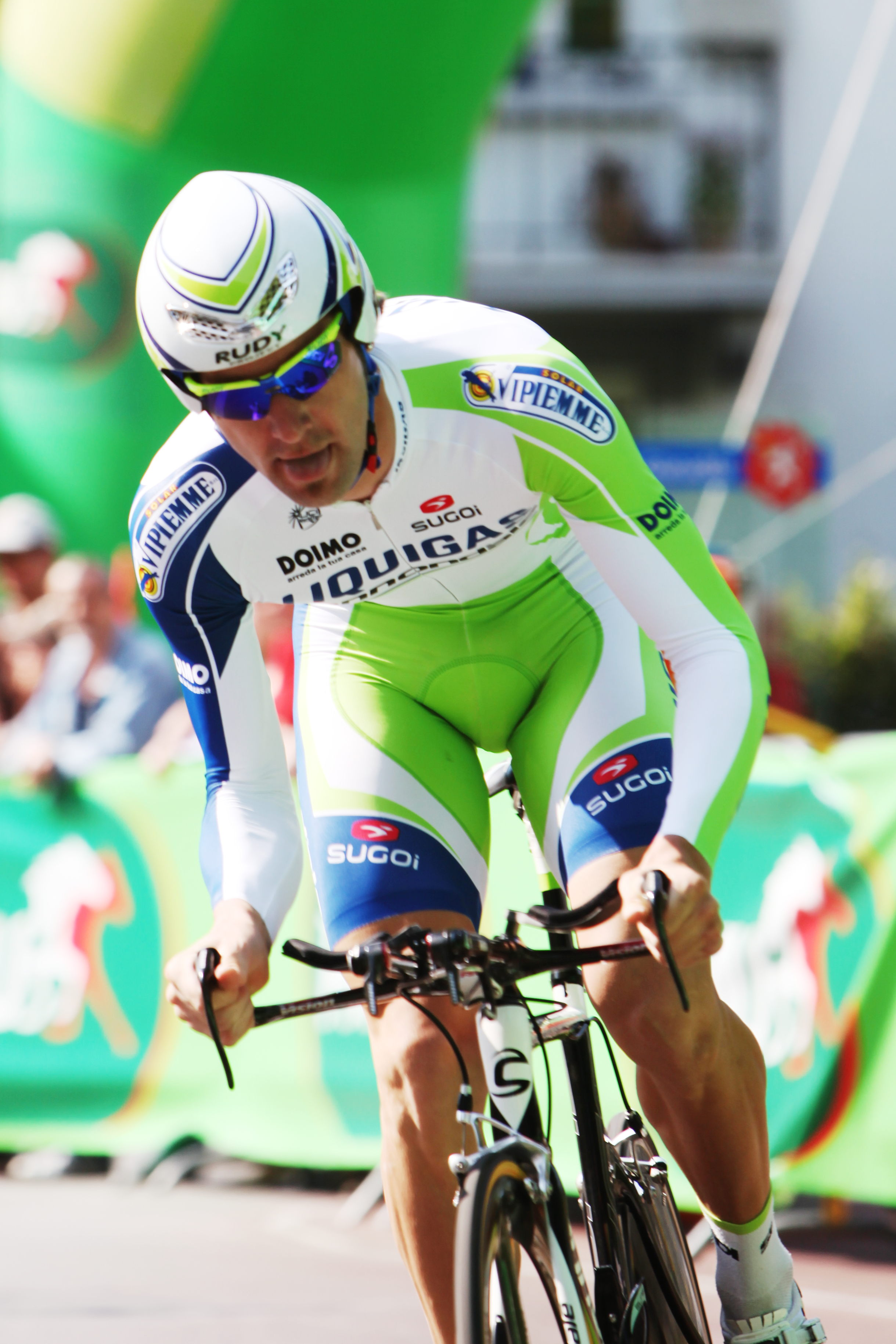
Fabio Sabatini bei der Tour de Romandie 2011

Fabio Sabatini (* 18. Februar 1985 in Pescia) ist ein ehemaliger italienischer Radrennfahrer.

## Werdegang
Fabio Sabatini wurde 2003 italienischer Juniorenmeister im Einzelzeitfahren.
Im Erwachsenenbereich gewann er 2008 das U23-Eintagesrennen Coppa Città di Asti. Daraufhin bekam er für die folgende Saison seinen ersten Profivertrag bei dem deutsch-italienischen UCI ProTeam Milram. Beim Giro d’Italia 2010 war er als Mitglied des Teams Liquigas-Doimo einer der Helfer des Gesamtsiegers Ivan Basso und gewann mit seinem Team das Mannschaftszeitfahren. Im Jahr 2011 belegte er bei der Tour de France den letzten Rang (Lanterne Rouge).
Bedeutender als seine individuellen Erfolge war Sabatinis Rolle als Anfahrer in Sprintzügen, unter anderem für Erik Zabel, Mark Cavendish, Marcel Kittel und Elia Viviani.
Nach Ablauf der Saison 2021 beendete Sabatini seine Laufbahn als Aktiver.

## Erfolge
2003
- Italienischer Meister – Einzelzeitfahren (Junioren)

2005
- Coppa Città di Asti

2010
- Mannschaftszeitfahren Giro d’Italia

2016
- Mannschaftszeitfahren Tour de San Luis

## Grand-Tour-Platzierungen
| Grand Tour            | 2007 | 2008 | 2009 | 2010 | 2011 | 2012 | 2013 | 2014 | 2015 | 2016 | 2017 | 2018 | 2019 | 2020 | 2021 |
| --------------------- | ---- | ---- | ---- | ---- | ---- | ---- | ---- | ---- | ---- | ---- | ---- | ---- | ---- | ---- | ---- |
| Giro d’ItaliaGiro     | DNF  | DNF  | –    | 101  | 104  | 79   | 94   | –    | 110  | –    | –    | 129  | 92   | –    | 133  |
| Tour de FranceTour    | –    | –    | 147  | –    | 167  | –    | 117  | 118  | –    | 150  | 154  | –    | –    | –    | –    |
| Vuelta a EspañaVuelta | 131  | 102  | 115  | –    | –    | –    | –    | –    | –    | –    | –    | 153  | –    | –    | –    |

## Teams
- 2006–2008 Team Milram
- 2009–2014 Liquigas-Cannondale
- 2015–2019 Etixx / Quick Step /  Deceuninck
- 2020–2021 Cofidis